# Johann Fust

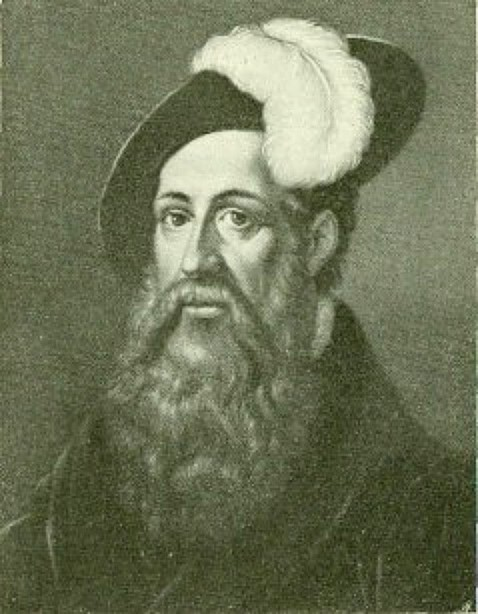
Johann Fust.

Johann Fust (även Faust), född omkring 1400 i Mainz, död 30 oktober 1466 i Paris, var en tysk boktryckare.
Fust var först guldsmed. År 1450 ingick han en överenskommelse med Johannes Gutenberg om gemensam utövning av boktryckarkonsten, varvid han försträckte de nödiga penningmedlen för tryckning av första bibelupplagan (den "42-radiga bibeln"). Men redan 1455 trängde han ut Gutenberg ur företaget, för att fortsätta det tillsammans med sin måg, Peter Schöffer.